# Amorica
Amorica is het derde album van de Amerikaanse rockband The Black Crowes. Op dit album staan hoofdzakelijk stevige hardrocknummers met invloeden van soul, blues en funk (zoals het openingsnummer Gone). Er staan ook enkele ingetogen, akoestische nummers met country en roots invloeden op deze plaat, zoals Downtown money waster en de ballad Descending. Alle nummers zijn geschreven door de broers Chris (zanger) en Rich (gitarist) Robinson.

## Tracklist
1. Gone – 5:08
2. A conspiracy – 4:47
3. High head blues – 4:01
4. Cursed diamond – 5:56
5. Nonfiction – 4:16
6. She gave good sunflower – 5:48
7. P. 25 London – 3:38
8. Ballad in urgency – 5:39
9. Wiser time – 5:33
10. Downtown money waster – 3:40
11. Descending – 5:42

### Bonus tracks
Song of the flesh en Sunday night buttermilk waltz zijn verschenen als bonus track op de Sho’ Nuff versie van het album (een box met vijf discs) in 1998.Tied up and swallowed is een bonus track in de Verenigde Staten en Chevrolet is een bonustrack op de Japanse uitvoering van dit album.

## Muzikanten

### The Black Crowes
- Chris Robinson – zang
- Rich Robinson – gitaar
- Marc Ford – gitaar
- Eddie Harsch – keyboards
- Johnny Colt – basgitaar
- Steve Gorman – drums

### Overige muzikanten
- Jimmy “Two fingers” Ashurst - mandoline
- Bruce Kaphan - pedaal steelgitaar
- Eric Bobo - percussie

## Productie
Dit album is geproduceerd door the Black Crowes samen met Jack Joseph Puig in de Sound City Studios in Los Angeles. Puig heeft als geluidstechnicus en producer o.a. gewerkt met Counting Crows, John Mayer en Stone Temple Pilots. Het album is gemixt door Jack Joseph Puig in de Ocean Way Recording in Hollywood. Het is gemasterd door Bob Ludwig in Gateway Mastering, Portland, Main. Geluidstechnicus (assistent) was Jeff Sheehan.
Er zijn drie singles verschenen van dit album: A conspiracy, High head blues en Wiser times.
Voordat dit album verscheen, heeft de band een album opgenomen dat Tall werd genoemd. Ze waren niet tevreden over die plaat en hebben het niet uitgebracht. Later zijn er wel enkele nummers van dat album uitgegeven.
Op de albumhoes staat een foto van het kruis van een vrouw die slechts een kleine string draagt (met de Amerikaanse vlag) waar haar schaamhaar bovenuit steekt. In sommige landen is die hoes vervangen door een grotendeels zwarte hoes.

## Waardering
De Amerikaanse site AllMusic heeft dit album gewaardeerd met vier en een halve ster (het maximum is vijf sterren).
Dit is een van de best verkochte albums van de band volgens het engelstalige Wiki-artikel The Black Crowes discography.
Het album bereikte #11 in de Amerikaanse Billboard album200 en in Australië en #8 in de albumlijsten van het Verenigd Koninkrijk. In Nederland behaalde dit album #17.
De single A conspiracy behaalde # 5 in de US Mainstream Rock charts, High head blues behaalde # 8 en Wiser time #7.